# Audit Wales
Audit Wales (formalmente Wales Audit Office) è un ente pubblico indipendente istituito dal Parlamento gallese (Senedd) il 1º aprile 2005. Ha la responsabilità generale dell'audit per conto del revisore generale per il Galles, in tutti i settori del governo in Galles, ad eccezione di quelli riservati al governo del Regno Unito.

## Storia
Il 1º luglio 1999 è entrata in vigore l'ordinanza 1999 dell'Assemblea nazionale per il Galles (Trasferimento di funzioni), che ha trasferito tutti i poteri dal Segretario di Stato per il Galles al Senedd. Il Galles non disponeva di un proprio organismo di audit, poiché tutti gli audit pubblici erano svolti dal National Audit Office e dalla Audit Commission. L'Audit Wales è stato creato dopo l'entrata in vigore del Public Audit (Wales) Act 2004.

## Funzione
Il suo scopo è garantire che il popolo del Galles sappia se il denaro pubblico viene gestito in modo saggio e che gli enti pubblici in Galles comprendano come migliorare i risultati.
Questo obiettivo generale è supportato da quattro obiettivi chiave:
- Fornire garanzie tempestive sulla governance e la gestione del denaro e dei beni pubblici
- Offrire informazioni utili sulla misura in cui le risorse vengono utilizzate bene per soddisfare le esigenze delle persone
- Identificare e promuovere chiaramente i modi per migliorare la fornitura di servizi pubblici
- Essere un'organizzazione responsabile, ben gestita ed efficiente che fornisce un ambiente stimolante e gratificante in cui lavorare.[3]

Audit Wales attualmente controlla circa 800 enti pubblici tra cui il governo gallese, l'NHS Wales e il governo locale.

## Struttura
Audit Wales assume la forma di un collegio sindacale, che impiega personale, assicura risorse, monitora e consiglia il revisore generale. Il Senedd nomina il presidente e altri 3 membri non esecutivi nel consiglio. Gli altri membri sono il revisore generale e 3 dipendenti. Audit Wales attualmente impiega circa 240 persone in 3 uffici a Cardiff, Swansea ed Ewloe.

## Legislazione
Il Public Audit (Wales) Act 2004, il Government of Wales Act 1998 e il Government of Wales Act 2006 e altre normative attualmente forniscono la base legale per il revisore generale e i revisori devono essere nominati nel governo locale per adempiere al loro scopo nel settore pubblico gallese. Nel 2012 il governo gallese ha presentato all'Assemblea nazionale la Public Audit (Wales) Bill. Una caratteristica del disegno di legge attualmente redatto è quello di prevedere che il revisore generale sia il revisore legale degli enti governativi locali.